# ローレンス・オコリー
ローレンス・オコリー（Lawrence Okolie、 1992年12月16日 - ）は、イギリスのプロボクサー。ロンドンハクニー出身。元WBO世界クルーザー級王者。元WBC世界ブリッジャー級王者。世界2階級制覇王者。

## 来歴

### アマチュア時代
2016年、リオデジャネイロオリンピックにヘビー級（91kg）で出場し、2回戦で敗退した。

### プロ時代

#### クルーザー級
2017年3月25日、エディー・ハーンのマッチルーム・スポーツと契約しプロデビュー。
2021年3月20日、ロンドンのウェンブリー・アリーナでマイリス・ブリエディスの王座剥奪に伴い元WBO世界クルーザー級王者でWBO世界同級1位のクシシュトフ・グウォヴァツキとWBO世界同級王座決定戦を行い、6回46秒KO勝ちを収め王座を獲得した。
2021年9月25日、ロンドンのトッテナム・ホットスパースタジアムでWBO世界クルーザー級1位のディラン・プラソビッチとWBO世界同級タイトルマッチを行い、3回KO勝ちを収め初防衛に成功した。
2022年2月27日、ロンドンのO2アリーナでWBO世界クルーザー級3位のミハル・チェスラックとWBO世界同級タイトルマッチを行い、12回3-0（116-111、117-110、115-112）の判定勝ちを収め2度目の防衛に成功した。
2023年3月、マッチルーム・スポーツを離脱して、BOXXERと契約した。
2023年5月27日、ボーンマスのバイタリティー・スタジアムでWBO世界クルーザー級1位のクリス・ビラム＝スミスとWBO世界同級タイトルマッチを行うも、4回、10回、11回の合計3度ダウンを奪われた上5回と7回にはホールディングで減点され12回0-2の判定負けを喫し3度目の防衛に失敗、王座から陥落した。しかし、オコリーが合計3度ダウンを奪われ、加えてホールディングの反則で2度減点されたにもかかわらず、112-112で引き分けと採点した審判員のベンジャミン・ロドリゲスは大きな批判を浴びた。
2023年5月29日、マッチルーム・スポーツに対して契約解除を求めて起こしていた裁判が和解に達した。

#### ブリッジャー級
2024年5月24日、ジェシュフのハラ・ナ・ポドプロミウでWBC世界ブリッジャー級王者ルカシュ・ロザンスキーに挑戦し、初回2分55秒KO勝ちを収め王座獲得に成功、2階級制覇を果たした。
2024年10月8日、オコリーはWBCから暫定王者のケビン・レレナとの団体内王座統一戦を指令されていたが、オコリーがヘビー級転向を表明しWBC世界ブリッジャー級王座を返上。これに伴いWBCは暫定王者のレレナを同日付で正規王者に昇格させた。

#### ヘビー級
2024年12月7日、ロンドンのウェンブリー・アリーナでWBCシルバー・ヘビー級王座決定戦ならびにヘビー級転向戦としてフセイン・ムハメドと対戦し、初回2分14秒KO勝ちを収めシルバー王座の獲得に成功した。
2025年7月19日、ロンドンのウェンブリー・スタジアムにてオレクサンドル・ウシク対ダニエル・デュボア第2戦の前座でWBC世界ブリッジャー級王者のケビン・レレナとWBCシルバー・ヘビー級タイトルマッチを行い、一度流れて実現した両者の試合は10回3-0（100-90×2、99-91）の判定勝ちを収めシルバー王座の初防衛に成功した。

## 獲得タイトル
- WBAコンチネンタルクルーザー級王座
- コモンウェルス英国クルーザー級王座
- BBBofC英国クルーザー級王座
- EBUヨーロッパクルーザー級王座
- WBOインターナショナルクルーザー級王座
- WBO世界クルーザー級王座(防衛3)
- WBC世界ブリッジャー級王座(防衛0=返上)
- WBCヘビー級シルバー王座